# إيفيكا مافرنسكي
إيفيكا مافرنسكي (بالصربية: Ивица Мавренски) مواليد 31 مارس 1966 في جمهورية صربيا الاشتراكية، هو لاعب كرة سلة صربي سابق. بدأ مسيرته الاحترافية في سنة 1986. اعتزل اللعب في 2004.

## المسيرة الاحترافية
لعب مع نادي ريد ستار لكرة السلة من سنة 1993 إلى 1995، ثم لعب مع نادي إف إم بي لكرة السلة في موسم 1995–1996، ثم لعب مع إم زد تي سكوبيه في سنة 1998.

## روابط خارجية
- إيفيكا مافرنسكي على موقع كرة السلة الأوروبية.كوم (الإنجليزية)